# Matteo Bonèllo
Matteo Bonèllo of Bonnel (1136 – Palermo, april 1161), heer van Caccamo, was een Normandische edelman in het koninkrijk Sicilië waar het Normandische Huis Hauteville regeerde. Hij was de moordenaar van Maio van Bari, grootadmiraal en kanselier van Sicilië, in 1160. Hij eindigde zijn leven in gevangenschap (1160-1161).

## Levensloop

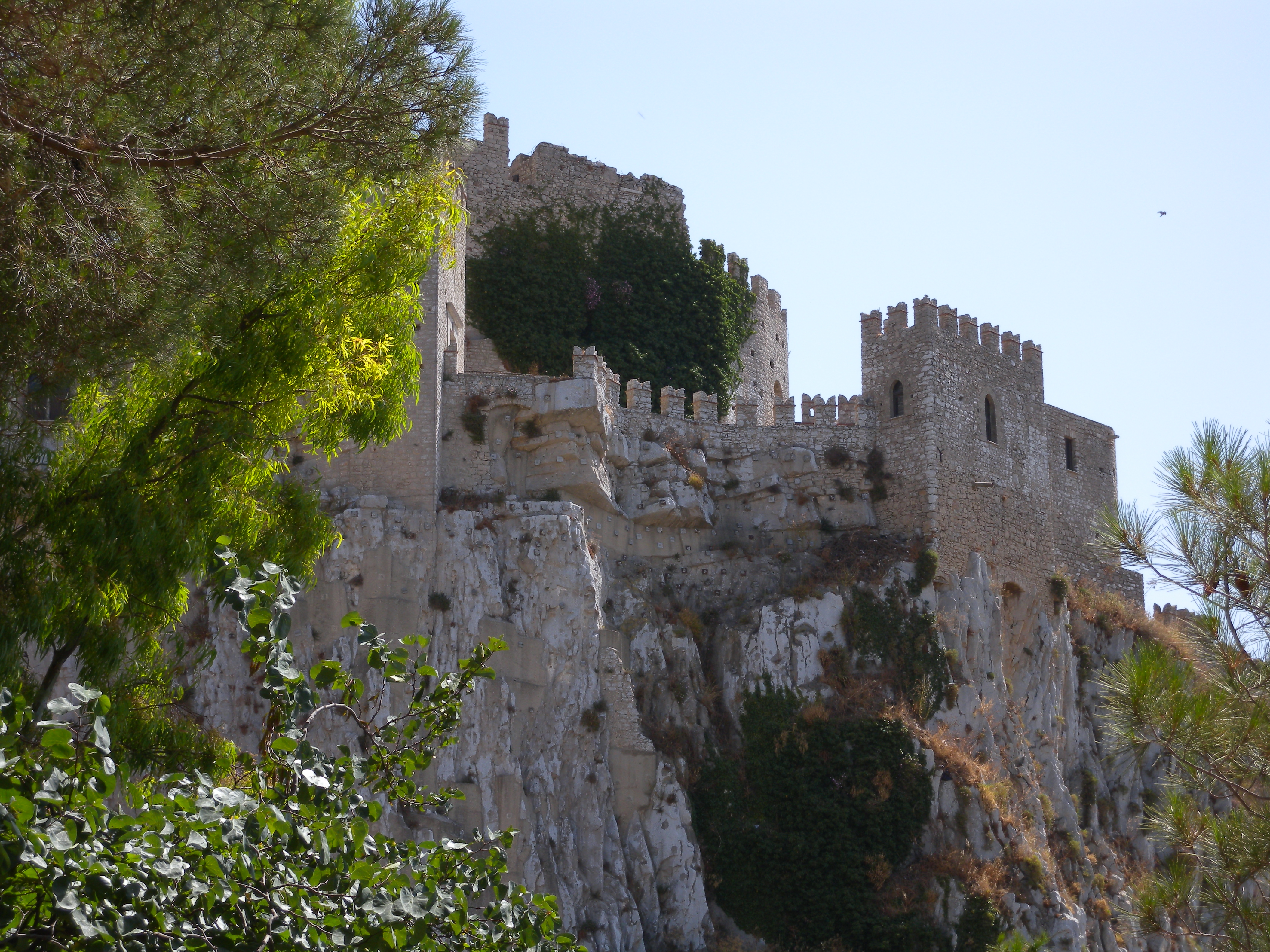
Kasteel van Caccamo, Sicilië

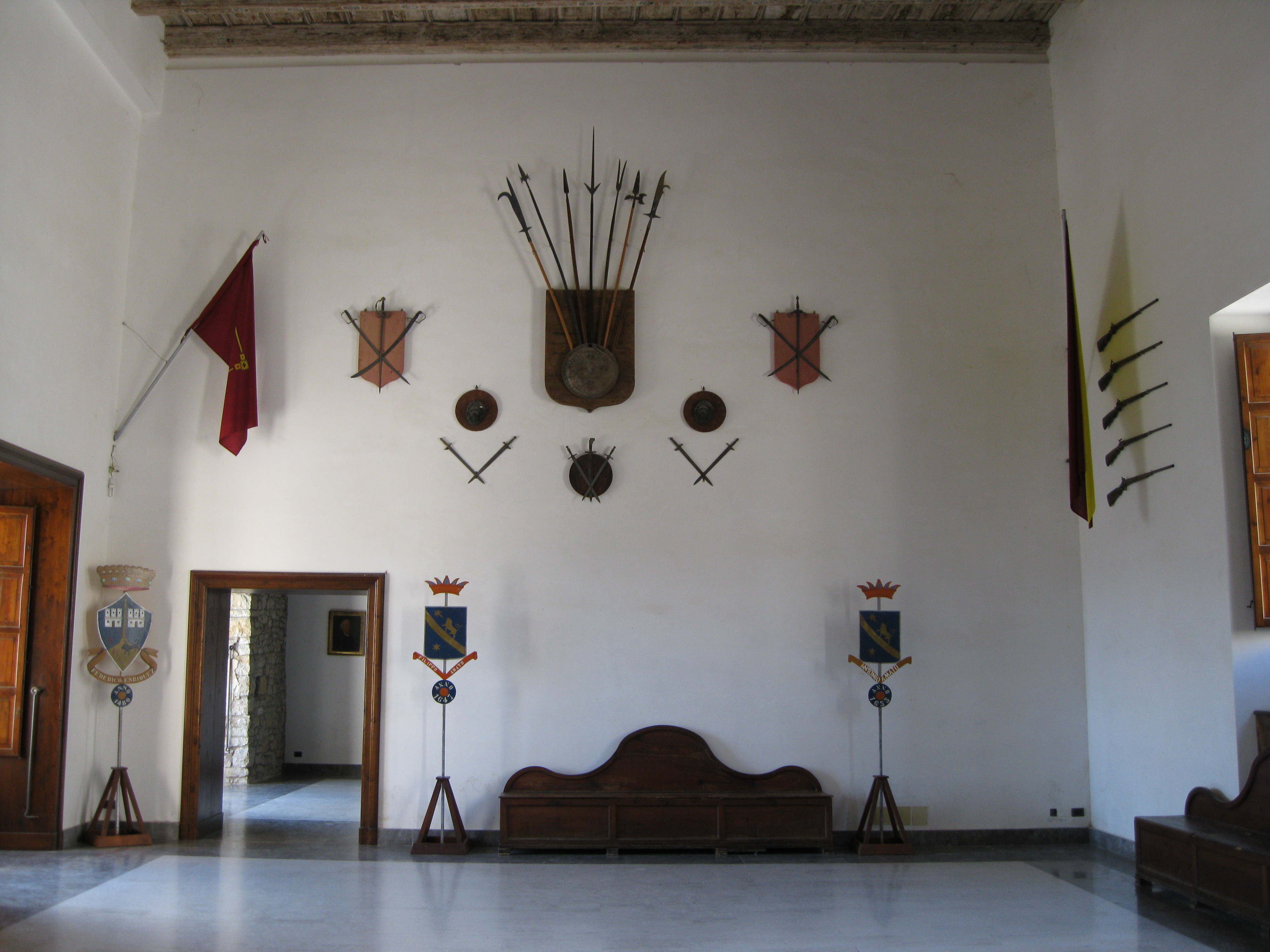
Zaal, genaamd Zaal der Samenzwering. Bonnèllo plande hier een staatsgreep in Palermo, tegen Willem I.

De familie Bonèllo behoorde tot de eerst Normandische families die Zuid-Italië binnenvielen, onder leiding van het Huis Hauteville. Matteo Bonèllo werkte op de kanselarij in Palermo. Bonèllo erfde het kasteel van Caccamo, ooit een Arabische burcht, dankzij Maio van Bari, de kanselier. Hiertoe moest Matteo wel 6.000 gouden tari aan de schatkist betalen. Zo werd Bonèllo heer van Caccamo. Hij stond zo in de gratie van de kanselier dat deze hem zijn dochter beloofde als echtgenote.
Kanselier Maio stuurde hem naar Calabrië waar een opstand broedde tegen koning Willem I. Simon, een natuurlijke zoon van koning Rogier II van Sicilië, was na de troonsbestijging van Willem I, afgezet als prins van Tarente. Tancred, een natuurlijke zoon van hertog Rogier III van Apulië (en dus kleinzoon van Rogier II) behoorde ook tot de malcontenten op het Zuid-Italiaanse vasteland. Bonèllo onderdrukte niet de opstand der edelen. Hij sloot zich aan. De reden was dat deze edelen hem de hand van Clementia, gravin van Catanzaro, een andere opstandeling, hadden beloofd. Bonèllo was verliefd geraakt op de opstandige gravin. Ze smeedden een complot om kanselier Maio te vermoorden in Palermo, de hoofdstad. Op 10 november 1160 verliet Maio ’s nachts het aartsbisschoppelijk paleis; aartsbisschop Hugo II van Palermo zat mee in het complot, dat tot in detail was uitgewerkt. Bonèllo en de Calabrische edelen vatten Maio in een hinderlaag. Maio’s lijfwacht vluchtte weg. Bonèllo doodde hem, waarna diens lijk door de straten van Palermo gesleurd werd. Bonèllo vluchtte naar zijn kasteel in Caccamo.
In Palermo werd het onrustig (november 1160). Willem I liet oogluikend toe dat Bonèllo in triomf terugkeerde. Koningin Margaretha verweet Bonèllo dat hij zijn 6.000 gouden tari nog niet betaald had. Misnoegd trok Bonèllo zich terug in Caccamo. In zijn kasteel organiseerde hij een staatsgreep. Simon, Tancred, gravin Clementia en andere edelen bestormden het koninklijk paleis in Palermo, plunderden het meubilair, vernielden de taksboeken in de kanselarij en lieten gevangen genomen edelen vrij (maart 1161). Deze laatsten hadden vanuit de gevangenis de rebellie in Palermo meegestuurd. De opstandige edelen smeten Willem I in de donjon, met het oog om de oudste zoon Rogier (1152-1161), hertog van Apulië, uit te roepen tot koning. Zo ver kwam het niet. Bonèllo was afwezig bij de staatsgreep in Palermo. De stedelingen smeekten om zijn komst. De koningsgezinde hovelingen zoals Romualdus van Salerno, Roberto van Messina en Richard Palmer jutten het volk op om partij voor Willem I te kiezen. Het volk van Palermo wisselde van kamp. Koning Willem I werd vrijgelaten onder druk van het straatgeweld. Bonèllo werd gearresteerd en gefolterd door zijn pezen over te snijden. In een ander tumult werd de jonge kroonprins Rogier nog gedood. Willem I trok naar Calabrië om de gevluchte gravin Clementia te pakken te krijgen. Hij arresteerde Clementia met veel moeite en liet haar zonen een wrede dood sterven. 
Bonèllo werd de ogen uitgestoken op bevel van de rechtbank. Hij stierf in een ondergrondse kerker begin april 1161.

## Zwaard van Matteo Bonnèllo
Aan het aartsbisschoppelijk paleis is een verroeste handgreep van een zwaard te vinden. Volksverhalen in Palermo schrijven dit zwaard toe aan Matteo Bonnèllo. Aan deze ingangspoort zou kanselier Maio van Bari vermoord geweest zijn. Het zwaard dateert evenwel van latere eeuwen. Het staat symbool voor een oud Normandisch gebruik dat binnen de stadsmuren edelen het handvest van een zwaard aan de deur hingen om te tonen dat zij het recht hadden om binnen de stadsmuren gewapend rond te lopen.